# Towards the Sun
Singles de Rihanna
FourFiveSeconds Bitch Better Have My Money
Towards the Sun est une chanson de l'artiste barbadienne Rihanna, qui constitue le premier single de la bande originale du film d'animation américain En route ! des studios DreamWorks Animation. Elle est écrite par Rihanna elle-même, en compagnie de Tiago Carvalho et Gary Go, ces deux derniers l'ont co-produite avec Kuk Harell.
Towards The Sun est une ballade pop, avec un mid-tempo et des paroles optimistes. Les critiques sont positives, acclamant la prestation vocale de Rihanna, cependant, elle fit un succès commercial modéré, atteignant la 76e place dans les chart britannique (UK Singles Chart) et la 22e place dans le classement des meilleures ventes de single en France (SNEP).